# وصولية أكاديمية

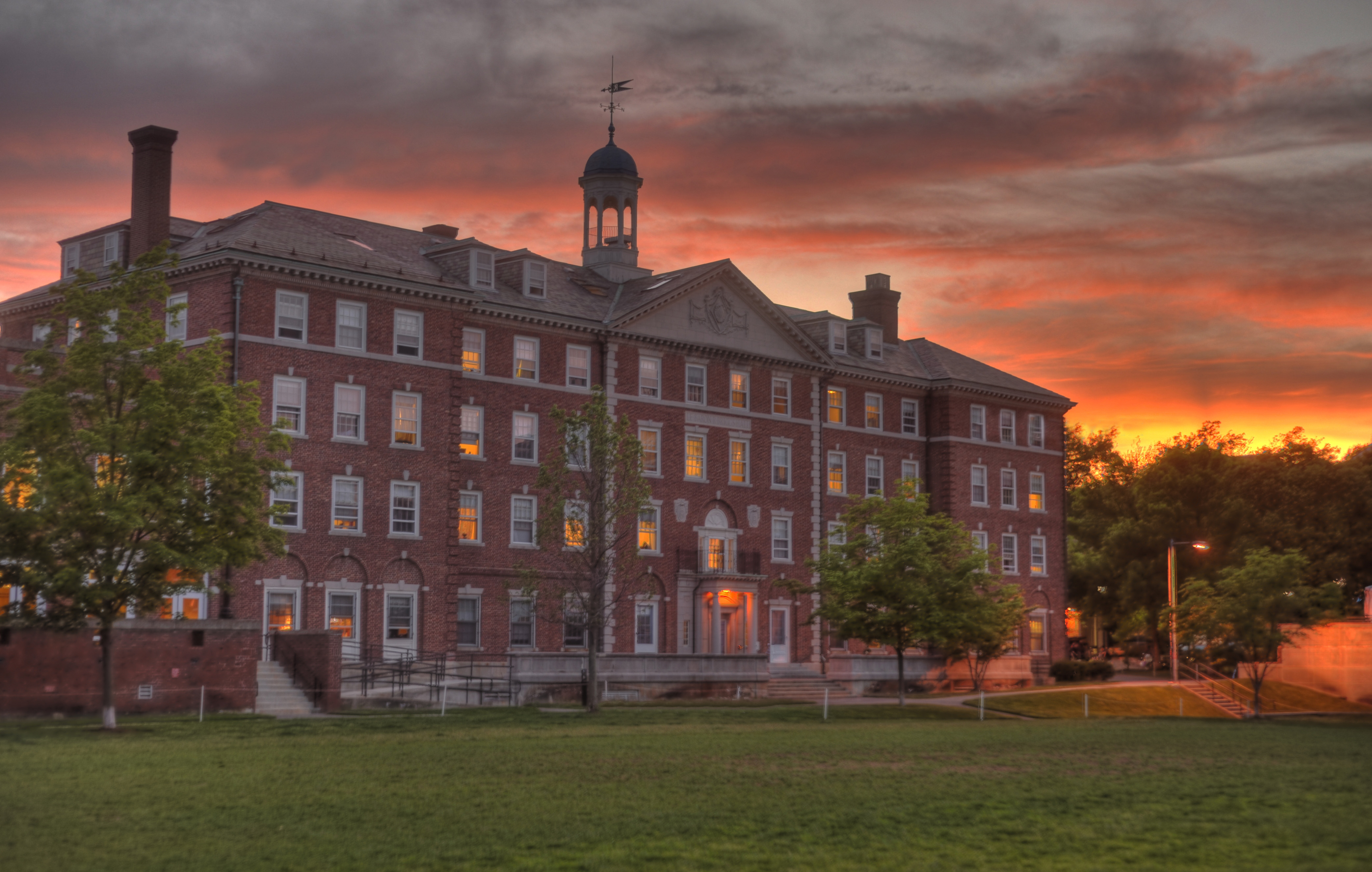

الوصولية الأكاديمية هي ميل الأكاديميين (مثل الأساتذة الجامعيين بشكل خاص والمثقفين بشكل عام) للسعي خلف إغناء أنفسهم وتطورهم الشخصي على حساب البحث العلمي الحيادي والاستفسار النزيه ونشر الحقيقة لتلاميذهم والمجتمع. تم انتقاد هذه الوصولية من قبل سقراط في أثينا القديمة وراسل جاكوبي في الوقت الحاضر.

## انتقاد سقراط للسفسطائيين
في مذكرات كسينوفون تلميذ سقراط، يطرح سقراط مقارنة بين الطريقة الصحيحة والنزيهة لمنح الجمال وبين الطريقة الصحيحة والنزيهة لمنح الحقيقة. أولئك اللاتي يعرضن الجمال للبيع في السوق يُنعتن بالعاهرات، ويُنظر إليهن نظرة دونية من قبل سكان أثينا. أما أولئك الذين يقدمون الحكمة مقابل المال يتلقون احتراماً كبيراً. يعتقد سقراط أن هذا الأمر خطأ. يجب رؤية السفسطائيين على حقيقتهم، فهم مومسو الحكمة.
«عندما نرى امرأة تقايض الجمال لقاء الذهب، ننظر إلى شخص كهذا على أنه ليس إلا عاهرة من العامة، إلا أن من تكافئ شغف شاب مستحق لهذا الجمال تحصل في الوقت ذاته على تقديرنا واحترامنا. هذا الأمر موجود بالشكل ذاته في الفلسفة: إن من يعرضها للبيع بشكل علني، ليتم رميه إلى صاحب أعلى سعر، هو سفسطائي، مومس من العامة».
في كتاب الحوار لأفلاطون، يطرح سقراط مقارنة بين مروجي الطعام الفاسد ومروجي الحكمة المزيفة والمخادعة. يعلن بائعو الطعام عن بضاعتهم على أنها صحية دون تقديم دليل واضح يدعم ادعاءاتهم، مما يؤدي بكل من يثق بهم إلى نظام غذائي غير صحي. أما مروجو الحكمة فيحاولون إقناع العقول الشابة سهلة الإبهار بأن التعاليم التي يروجون لها مفيدة وصحيحة، مرة أخرى بدون عرض حجج واضحة لدعم ادعاءاتهم. فهم يخدعون العقول الشابة ويقودونها في سبل لا تقود إلى الازدهار الفكري والمعرفي.
«المعرفة هي غذاء الروح، ويجب أن ننتبه يا عزيزي لكي لا يخدعنا السفسطائي عندما يمدح ما يبيعه مثل البائعين بالجملة أو بالتجزئة الذين يبيعون الطعام للجسد، لأنهم يمدحون بضاعتهم بشكل كامل دون تفريق، من دون معرفة ما هو مفيد وما هو ضار».

## انتقاد شوبنهاور لفلسفة الجامعة
يعرض الفيلسوف الألماني من القرن التاسع عشر أرتور شوبنهاور الفرق بين الفيلسوف النزيه الذي يلاحق الحقيقة ويقدم ثمارها لجميع من يسمعه، وبين ’رجال أعمال المناصب’ وهم أكاديميو ذلك العصر الذين بخسوا من قيمة السعي خلف المعرفة وحولوها إلى وسيلة لكسب الرزق لا تختلف عن ممارسة الحقوق أو المشاريع المالية الأخرى. كان شعار الانتهازيين الأكاديميين هو «أولاً عِش حياتك، بعدها تفلسف».
إن الفكرة البرجوازية القائلة بأن كون الشخص يحصل على معاشه من خلال القيام بعمل ما فهو بالتأكيد يعلم عنه جيداً تجعل هؤلاء الأشخاص الذين يحجزون المقاعد الأكاديمية ممنعين ضد النقد. يحاكم الشعب هذه المسألة عقلياً بقولهم أن هؤلاء الأشخاص يجنون مالاً من العمل بالفلسفة وبالتالي هم يعلمون الفلسفة بشكل جيد.
يدعي شوبنهاور أن الفلسفة التي يتم تعليمها في الجامعات ليست إلا محاكمة عقلية سطحية للدين الخاضع للمؤسسات، ونوايا الحكومة بالإضافة إلى وجهات النظر السائدة خلال فترة زمنية ما.
«يجب أن نحكم على فلسفة الجامعات.. من خلال هدفها الصحيح والحقيقي.. وهو أن المحامين والأطباء والمختبرين والمربين الشباب في المستقبل يجب أن يحافظوا -حتى في قناعاتهم الداخلية المطلقة- على منهج التفكير ذاته، والمتماشي مع أهداف ونوايا الدولة».

## خيانة المثقفين لجوليان بيندا
لاحظ المثقف الفرنسي جوليان بيندا (1867 – 1956) أنه في الماضي قام المثقفون بتبني موقفين حيال السياسة. الأول كان منهج أفلاطون القائل بأن الأخلاق يجب أن تحكم السياسة. أما الثاني فكان منهج مكيافيلي القائل بأن السياسة لا تملك أي نقاط مشتركة مع الأخلاق. اتهم بيندا جيل المثقفين المؤثر في فرنسا في العشرينات من القرن العشرين باتباع موقف ثالث أكثر خبثاً بكثير: وهو أن السياسة يجب أن تحكم الأخلاق.

السبب وراء هذا «التأليه للسياسة» هو أن المثقفين في هذه الفترة تخلوا عن مبدأ عدم التحيز الأساسي، وأصبحوا يعتبرون أنفسهم مواطنين طبيعيين يخضعون للدوافع ذاتها التي يخضع لها عامة الشعب.
«المثقف الحقيقي هو فوفنارغو، لامارك، فرينل، سبينوزا، شيلر، بودلير، سيزار فرانك، الذين لم تحولهم أبداً الحاجة إلى الحصول على قوت يومهم عن الحب المخلص لكل ما هو جميل ورباني. لكن هؤلاء المثقفين الحقيقيين نادرون لا محالة.. القاعدة هي أن الكائن الحي المقدر له الصراع طوال حياته يتحول إلى اهتمامات عملية، وبالتالي إلى تقديس هذه الاهتمامات».
إن السعي خلف المصالح الشخصية من خلال نشر المعرفة -برأي بيندا- لطالما كان تصرفاً مذموماً منذ العصور القديمة. ولكن في هذا الجال، بدأت هذه النظرة للعمل الفكري بالاختفاء، وتم استبدالها بشكل من الوصولية المؤسساتية حيث يندفع المفكرون خلف الرغبات الوضيعة ذاتها التي يسعى خلفها رجال الأعمال والمحامون بهدف الارتقاء في المسيرة المهنية.
«منذ عهد الإغريق كان الموقف العام من المفكرين تجاه النشاط الفكري هو تعظيمه بقدر ما -كنشاط جمالي- يمكنه تحقيق الرضى بحد ذاته، بغض النظر عن أي اهتمام بالإيجابيات التي يمكن أن يحققها. معظم المفكرين كان ليتفق مع... رأي رينان بأن الشخص الذي يحب العلم من أجل ثماره يرتكب أبشع أشكال الهرطقة في حق القدسية العلمية... قام المفكرون الجدد بتمزيق هذا المبدأ بكل عنف. إنهم يدعون أن النشاطات العلمية مهمة فقط بقدر ما تكون مرتبطة بالوصول إلى أفضلية صريحة».

## انتقادات راسل جاكوبي للحياة الأكاديمية المعاصرة
لاحظ المؤرخ راسل جاكوبي -الذي كتب في سبعينات القرن العشرين- أن الإنتاج الفكري تضاءل إلى النمط ذاته من الاستهلاكية الممنهجة التي تستعملها شركات الصناعة والإنتاج من أجل خلق طلب متجدد ومستمر لمنتجاتها.
«إن تطبيق الاستهلاكية على الأفكار  يحمل الميزات ذاتها التي يقدمها تطبيقها على البضاعة الاستهلاكية: الجديد ليس أسوأ من القديم فحسب، بل إنه ينشط تشكيل نظام اجتماعي استهلاكي يقاوم تبديله من خلال تصنيع وهم بأنه متجدد بشكل مستمر».
ينعي جاكوبي هلاك النظرية النقدية المتطرفة للجيل الماضي، والتي سعت إلى فهم وشرح التناقضات الموروثة في الأيديولوجية البرجوازية والليبرالية الديمقراطية. يسعى الجيل الجديد من النظريات -على النقيض من ذلك- إلى السماح للعناصر المتناقضة للأيديولوجية بأن تتواجد في الوقت ذاته من خلال عزلها، وتوزيعها على أقسام مختلفة في الجامعة. هذا التقسيم للعمل الفكري في خدمة الأيديولوجية السائدة -تبعاً لجاكوبي- «يخدم عصب حياة التفكير الجدلي».
يختتم جاكوبي كتابه آخر المفكرين الذي أصدره عام 1987 بنبرة تشاؤمية، ملاحظاً أن حتى أكثر المفكرين الماركسيين تطرفاً ليس منيعاً ضد ضغط الحصول على منصب، كما بدأوا بتغيير مناهج البحث الخاصة بهم بشكل يرضخ لضغط إدارات الجامعات.

## توصيف إدوارد سعيد لمسيرة النظرية النقدية في ثمانينات القرن العشرين
يتهم أستاذ الأدب إدوارد سعيد في كتابه العالم، النص، والناقد الصادر عام 1983 أصحاب النظريات الأدبية في عصره بالخضوع لأيديولوجية السوق الحرة التي انتشرت في عهد رونالد ريغان. أما الجيل السابق من الكتاب النقديين -تبعاً لسعيد- لم يسمح لنفسه بأن يكون محدوداً بالتقسيم التقليدي للمجالات الأكاديمية. بل حافظ على علاقة متمردة بالمجتمع الذي عاش ضمنه. أما جيل المفكرين النقديين المسيطر في عقد الثمانينات فقد بدأ بخيانة هذه المبادئ وخضع بشكل جبان للأخلاق الاجتماعية السائدة من التخصص والمهنية الفرعية.